# St. Catharines
St. Catharines este un oraș din provincia Ontario, Canada. Se află lângă Lacul Ontario, la o altitudine de 98 m deasupra nivelului mării. Are o suprafață de 97 km². Populația este de 136.803 locuitori, determinată în 2021, prin recensământ.

## Personalități născute aici
- Steve Bauer (n. 1959), ciclist;
- Linda Evangelista (n. 1965), fotomodel;
- Kirsten Moore-Towers (n. 1992), patinatoare artistică.